# Incydent Xi’an
Incydent w Xi’anie (chiń. upr. 西安事变; chiń. trad. 西安事變; pinyin Xī’ān Shìbìan); incydent xi'ański – incydent zbrojny mający miejsce w trakcie wojny domowej w Chinach od 12 do 25 grudnia 1936 roku.
Po dziewięciu latach polityki Czang Kaj-szeka zwalczania w pierwszym rzędzie Komunistycznej Partii Chin, a w drugim dopiero przeciwstawiania się agresji japońskiej, linia ta zaczęła wzbudzać coraz silniejszą krytykę w obozie Kuomintangu, zwłaszcza w armiach północnych, które w 1931 roku musiały oddać Japończykom Mandżurię. Na początku 1936 roku jeden z dowódców tych armii Zhang Xueliang nawiązał tajne rozmowy z KPCh na temat stworzenia wspólnego frontu przeciwko zewnętrznemu zagrożeniu. Kiedy Czang Kaj-szek przybył do kwatery głównej Zhanga w Xi’anie (stolicy prowincji Shaanxi), aby omówić swoją najnowszą strategię walki przeciwko komunistom, gospodarz zatrzymał go w areszcie domowym. Po trzynastu dniach spędzonych w odosobnieniu Czang Kaj-szek przyjął osiem żądań Zhanga, m.in. zakończenia wojny domowej i stworzenia Zjednoczonego Frontu z komunistami przeciwko agresji japońskiej. Zhang Xueliang towarzyszył Czang Kaj-szekowi w drodze powrotnej do Nankinu, gdzie z kolei on został aresztowany i pozostał w więzieniu do końca życia Czang Kaj-szeka, choć od 1949 roku przetrzymany był jedynie w areszcie domowym.